# Toți oamenii sunt creați egali
Citatul "All men are created equal", în română, "Toți oamenii sunt creați egali" (câteodată modificată la "All people are created equal" sau "All humans are created equal") este fără nici o îndoială cea mai cunoscută frază din toate documentele politice ale Statelor Unite ale Americii, întrucât idea exprimată este considerată a fi una din cele de bază ale fondării democrației americane. S-a spus adesea că formularea ar fi aparținut patriotului și pamfletarului Philip Mazzei, un italian imigrat în Statele Unite, care este considerat unul din Părinții Fondatori ai țării. Ulterior, această expresie a fost încorporată în Introducerea Declarației de independență a Statelor Unite ale Americii de către Thomas Jefferson, care a parafrazat ceea ce prietenul său apropiat, Philip Mazzei, spusese și scrisese.
Introducerea Declarației de independență a Statelor Unite ale Americii, scrisă de Thomas Jefferson în 1776, spune textual:
| “ | We hold these truths to be self-evident, that all men are created equal, that they are endowed by their Creator with certain unalienable Rights, that among these are Life, Liberty, and the Pursuit of Happiness. | ” |

În spiritul limbii română, acest paragraf devine:
| “ | Noi menținem aceste adevăruri a fi postulate (auto-evidente), acela că toți oameni sunt creați egali, acela că sunt dotați de către Creator cu anumite drepturi inalienabile [și] acela că printre aceste drepturi se află și viața, libertatea și căutarea fericii. | ” |

Aceeași tonalitate intensă de apărare a drepturilor inalienabile ale ființelor umane apăruse, pentru prima dată în istoria scrisă a legilor umane, în Constituția statului Massachusetts, din 1780, care precedase Constituția Statelor Unite ale Americii cu șapte ani, fiind întâia de acest gen în lume. Anul 1780 marcheză un alt an important în istoria legislației din SUA, întrucât o astfel de frazeologie a fost folosită pentru prima dată, și cu succes, într-o curte de justiție într-un caz ce milita contra sclaviei (vedeți cazul, en  Brom and Bett versus Ashley).
| “ | Article I. All men are born free and equal, and have certain natural, essential, and unalienable rights; among which may be reckoned the right of enjoying and defending their lives and liberties; that of acquiring, possessing, and protecting property; in fine, that of seeking and obtaining their safety and happiness. | ” |

În spiritul limbii române, acest paragraf al Articolului I al Constituției statului Massachusetts devine:
| “ | Articolul I. Toți oamenii se nasc liberi și egali și au anumite drepturi naturale, esențiale și inalienabile; printre care se pot menționa dreptul de a se bucura și a-și apăra viețiile și libertățile; acela de a achiziționa, poseda și proteja proprietatea personală; în fine, acela de a căuta și obține siguranța și fericirea. | ” |

Aceste formulări ilustrează ideea drepturilor naturale, concept filozofic al Iluminismului.  De asemenea, multe din ideile Declarației au fost împrumutate din ideile liberale ale lui John Locke, celebrul filozof englez al politicii.  Spre deosebire de Declarație, Locke s-a referit mai degrabă la "viață, libertate și proprietate" (conform, "Life, Liberty and en  Property") decât la căutarea fericirii. 
Formularea a fost considerată de atunci un punct de răscruce în toate constituțiile democratice, respectiv în toate documentele referitoare la drepturile ființei umane, care au urmat celei americane.  Multe dintre acestea au menținut formularea în forma originală, sau au tradus-o cât mai corect posibil. 

## Aplicarea în istoria Statelor Unite
Declararea egalității dintre toți oameni (care la vremea respectivă se formula utilizând pluralul pentru cuvântul "bărbat" - "men") nu a împiedicat continuarea instituției sclaviei în Statele Unite.  Spre deosebire de toți politicienii Statelor Unite de dinaintea sa, președintele Abraham Lincoln s-a bazat total pe Declarația de independență când a denunțat sclavia, pe care a prezentat-o ca fiind total contrară a tot ceea ce avea mai scump națiunea americană, libertatea individului. 
Lincoln a fost unul dintre acei politicieni americani care a dovedit o constanță și verticalitate remarcabilă de-a lungul întregii sale vieți.  De aceea, apare firesc că a fost și este adesea considerat printre cei mai buni președinți americani.  Astfel, deși a denunțat constant sclavia de-a lungul anilor 1850 și în timpul prezidenției sale, cel mai cunoscut exemplu de denunțare îl reprezintă faimosul discurs de la Gettysburg (conform originalului, en  Gettysburg Address).  Acest celebru discurs a fost adresat joi, 19 noiembrie 1863, în cimitirul soldaților din Gettysburg, Pennsylvania, în timpul Războiului civil american, cu ocazia festivității de comemorare a victimelor de pe câmpul de luptă și a victoriei Nordului în Bătălia de la Gettysburg, care s-a dovedit a fi decisivă pentru cursul ulterior al războiului.  
| “ | Fourscore and seven years ago our fathers brought forth on this continent a new nation, conceived in liberty and dedicated to the proposition that all men are created equal. | ” |

| “ | Cu optzeci și șapte de ani de ani în urmă tații noștri au creat pe acest continent o nouă națiune, gândită a fi liberă și dedicată conceptului că toți oamenii sunt creați egali. | ” |

În 1848, Elizabeth Cady Stanton, celebra activistă socială americană, împreună cu alte persoane angrenate în mișcările timpurii ale emancipării femeilor, au prezentat și semnat Declarația sentimentelor (în original, Declaration of Sentiments), la adunarea ținută în Seneca Falls, New York.  Prima propoziție face aluzie evidentă la formularea din Declarația de independență a SUA, 
| “ | We hold these truths to be self-evident, that all men and women are created equal. | ” |

Formularea a fost citată și de cunoscutul lider al drepturilor cetățenești, Martin Luther King, Jr., care în celebra sa cuvântare I Have a Dream, reafirmă celebrul citat ca un adevărat credo al Statelor Unite ale Americii. 
| “ | I have a dream that one day this nation will rise up and live out the true meaning of its creed: 'We hold these truths to be self-evident: that all men are created equal.' | ” |

| “ | Am un vis, [acela] că într-o zi acestă națiune se va ridica și va trăi la adevărata semnificație a credo-ului : "Noi menținem aceste adevăruri a fi evidente, acela că toți oameni sunt creați egali." | ” |

## Vedeți și
- Philip Mazzei
- Second-class citizen -- "Cetățean de mâna a doua"
- John Ball (1381), "Când Adam săpa și Eva torcea, cine era atunci nobilul?" (conform originalului din limba engleză, "When Adam dug and Eve span, who was then the nobleman?")
- Declaration of the Rights of Man and of the Citizen (1789), article 1: "Men are born and remain free and equal in rights. Social distinctions can be founded only on the common utility."
- Universal Declaration of Human Rights (1948), article 1: "All human beings are born free and equal in dignity and rights ... "